# Vince Lombardi Trophy

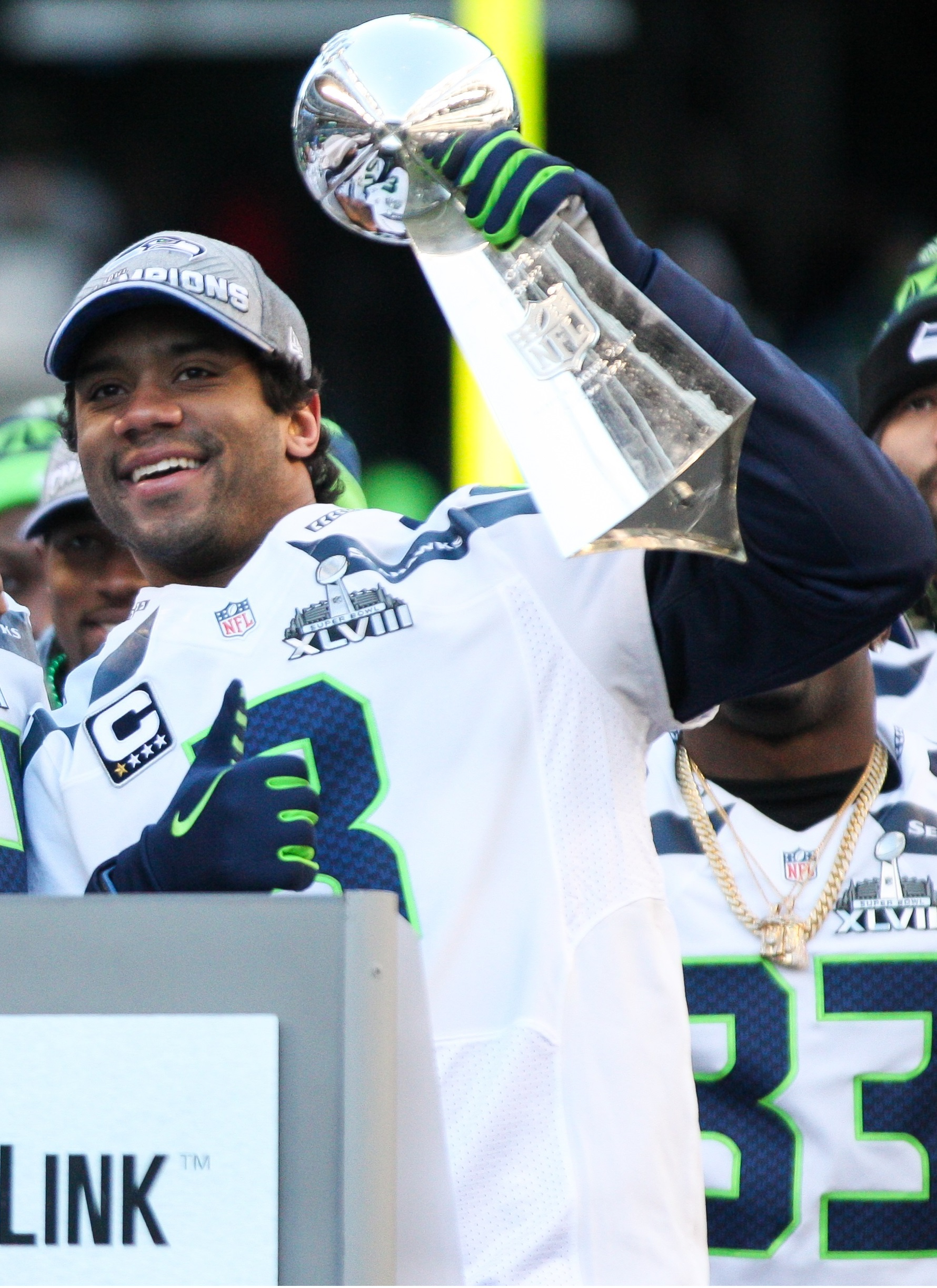
Russell Wilson segurando o troféu Vince Lombardi, em 2014.

The Vince Lombardi Trophy ou, em tradução livre, o Troféu Vince Lombardi, é o troféu entregue anualmente ao time vencedor do Super Bowl, o confronto que decide o campeão da National Football League (NFL), a liga de futebol americano profissional dos Estados Unidos. Tem esse nome em homenagem a Vince Lombardi, "head coach" do Green Bay Packers e vencedor dos dois primeiros Super Bowls disputados.